# Pete Dexter
Pour les articles homonymes, voir Dexter.
Œuvres principales
- Cotton Point

Pete Dexter, né le 22 juillet 1943 à Pontiac dans le Michigan, est un écrivain, journaliste et scénariste américain. Il a reçu le National Book Award en 1988 pour son livre Paris Trout (Cotton Point en France).

## Biographie
Il travaille comme journaliste d'investigation, chroniqueur et éditorialiste pour le Philadelphia Daily News de Philadelphie, le The Sacramento Bee de Sacramento et le Sun Sentinel de Fort Lauderdale avant de se consacrer à l'écriture. Il débute comme romancier en 1984 avec le roman noir God's Pocket. Il obtient le National Book Award en 1988 pour le roman Paris Trout (Cotton Point en France). 
Pete Dexter travaille également comme scénariste, il participe notamment aux adaptations de ses romans. Stephen Gyllenhaal réalise Paris Trout d'après le roman éponyme en 1991, Walter Hill se base sur Deadwood pour réaliser Wild Bill en 1995 et Lee Daniels réalise The Paperboy en 2012 d'après le roman du même nom.
Il a par ailleurs collaboré à l'écriture des films Rush, Les Hommes de l'ombre, Michael et Sexy Devil.
Pour la création de la sérié télévisée Deadwood, David Milch s'est inspiré du roman Deadwood.

## Œuvres

### Romans
- God's Pocket (1984) Publié en français sous le titre God's Pocket, L'Olivier, Petite bibliothèque, 2008, réédition Points Policiers, 2009.
- Deadwood (1986) Publié en français sous le titre Deadwood, La Noire, 1994, réédition Folio policier no 452, 2007.
- Paris Trout (roman) (en) (1988) Publié en français sous le titre Cotton Point, Denoël 1991, réédition L'Olivier, Petite bibliothèque, 1998, réédition Points Policiers, 2008.
- Brotherly Love (1991) Publié en français sous le titre L'Amour fraternel, L'Olivier, Petite bibliothèque, 1996, réédition Seuil, Cadre vert, 1999, réédition Points Policiers, 2010.
- The Paperboy (en) (1995) Publié en français sous le titre Paperboy, L'Olivier, Petite bibliothèque, 2005, réédition Points Policiers, 2012.
- Train (2003) Publié en français sous le titre Train, L'Olivier, Petite bibliothèque, 2005, réédition Points Policiers, 2009.
- Paper Trails (2007)
- Spooner (2009) Publié en français sous le titre Spooner, L'Olivier, 2011, réédition Points Policiers, 2012.

## Filmographie

### Comme scénariste ou auteur de l’œuvre original
- 1991 : Rage (Paris Trout (en)), film américain réalisé par Stephen Gyllenhaal, d'après le roman éponyme, avec Dennis Hopper et Barbara Hershey.
- 1991 : Rush, film américain réalisé par Lili Fini Zanuck, avec Jason Patric et Jennifer Jason Leigh.
- 1995 : Wild Bill, film américain réalisé par Walter Hill, d'après le roman Deadwood, avec Jeff Bridges et Ellen Barkin.
- 1996 : Les Hommes de l'ombre (Mulholland Falls), film américain réalisé par Lee Tamahori, avec Nick Nolte et Melanie Griffith.
- 1996 : Michael, film américain réalisé par Nora Ephron, avec John Travolta et Andie MacDowell.
- 2003 : Sexy Devil (Shortcut to Happiness), film américain réalisé par Alec Baldwin.
- 2012 : The Paperboy, film américain réalisé par Lee Daniels  d'après le roman éponyme, avec Matthew McConaughey, Zac Efron et Nicole Kidman.
- 2014 : God's Pocket, film américain réalisé par John Slattery  d'après le roman éponyme, avec Philip Seymour Hoffman, John Turturro et Christina Hendricks.
- 2020 : Sons of Philadelphia (The Sound of Philadelphia), film français réalisé par Jérémie Guez  d'après le roman "Brotherly Love", avec Matthias Schoenaerts, Joel Kinnaman et Maika Monroe.

## Récompenses notables
- National Book Award : 1988 : Paris Trout (Cotton Point)
- Los Angeles Times Book Prize : 2003 : Train
- Prix du meilleur polar des lecteurs des Éditions Points : 2011 : Cotton Point[1]